# تشارلي ميتشيل (لاعب كرة قاعدة)
تشارلي ميتشيل (بالإنجليزية: Charlie Mitchell) هو لاعب كرة قاعدة أمريكي، ولد في 24 يونيو 1962 في ديكسون في الولايات المتحدة.